# Pedro Dallari
Pedro Bohomoletz de Abreu Dallari ORB (São Paulo, 9 de março de 1959) é um advogado brasileiro que integrou a Comissão Nacional da Verdade, onde teve atuação no cargo de cooordenador, por rodízio, a partir de novembro de 2013.
Advogado graduado em 1981 pela Faculdade de Direito da Universidade de São Paulo (USP) e administrador de empresas formado pela Fundação Getulio Vargas de São Paulo em 1984, passou a integrar a Comissão Nacional da Verdade em setembro de 2013, substituindo Cláudio Fonteles, que renunciara, alegando motivos pessoais. Dallari é o sexto integrante a ocupar o cargo, rotativo, e substituiu José Carlos Dias 
Doutor e e Livre-Docente em Direito Internacional, é professor titular da Faculdade de Direito da USP, ex-diretor do Instituto de Relações Internacionais da mesma instituição e coordenador do Centro Ibero-Americano. Foi juiz e presidente do Tribunal Administrativo do Banco Interamericano de Desenvolvimento (BID) entre 2004 e 2008 e é membro do Conselho Diretor do Centro de Estudos de Justiça das Américas (CEJA), órgão da Organização dos Estados Americanos (OEA).

## Vida e carreira

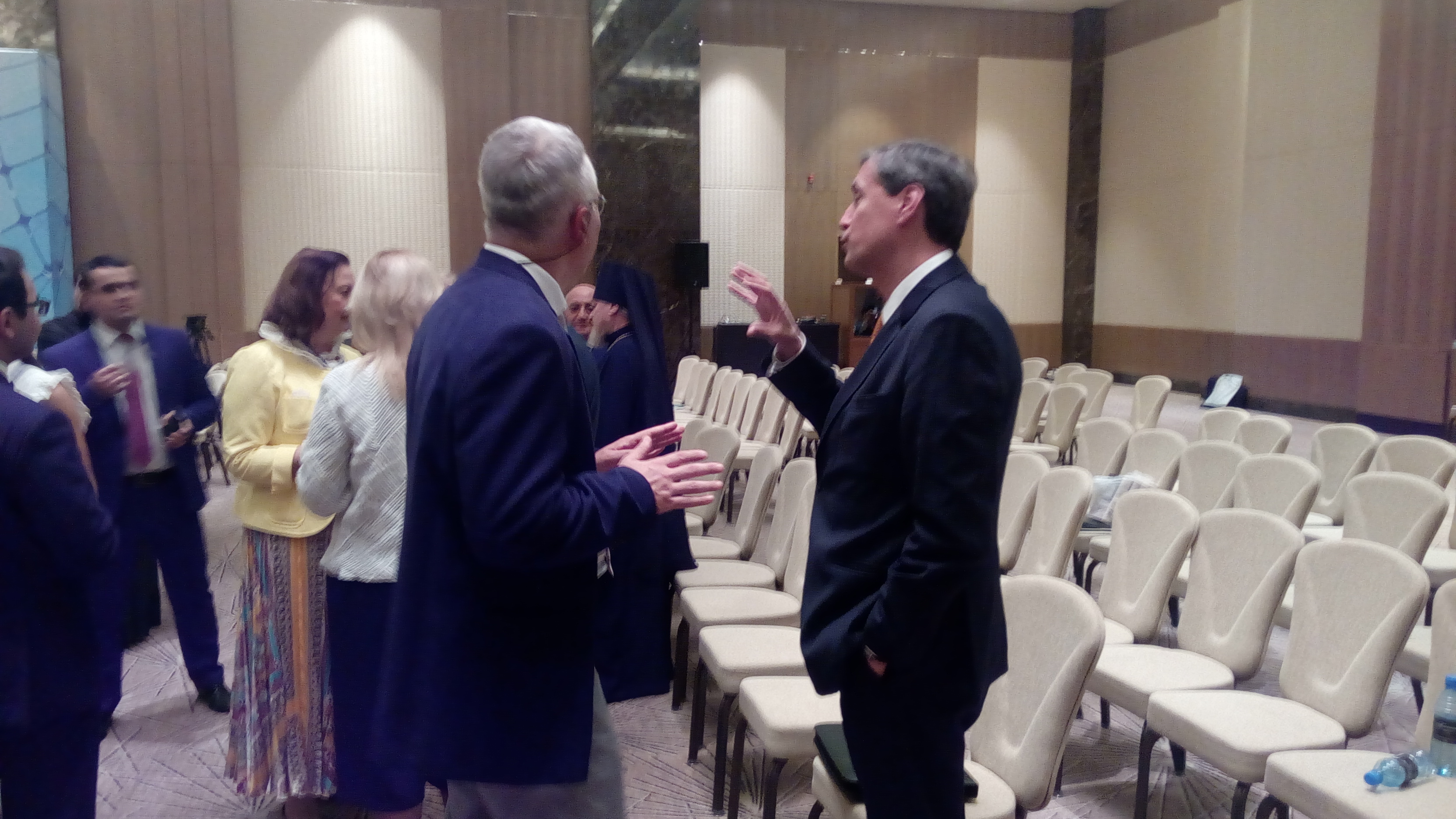
Pedro Dallari of the Fifth Baku International Humanitarian Forum

Filho do jurista Dalmo de Abreu Dallari, nasceu em São Paulo em março de 1959 e tem sete irmãos  - dentre os quais, Maria Paula Dallari Bucci, professora livre-docente da USP e da Universidade Presbiteriana Mackenzie, ex-secretária de Educação Superior (de 2008 a 2010) e consultora jurídica do Ministério da Educação (entre 2005 e 2008).
Pedro Dallari foi dono do escritório Advocacia Pedro Dallari, defendendo clientes como Shell, Raízen, Telefônica, Serasa, Credicard e Duda Mendonça. Ao assumir a cadeira de professor titular no Instituto de Relações Internacionais da USP, no entanto, fechou o escritório por estar contratado em regime de dedicação exclusiva (embora continue autorizado a prestar consultoria e dedicar-se a funções públicas eventualmente).
Além da carreira de jurista, Dallari construiu carreira política, tendo sido eleito vereador constituinte (em 1988, pelo PT), duas vezes deputado estadual por São Paulo (em 1990 e 1994 pelo PT). No executivo, teve experiência como secretário de governo da gestão Luiza Erundina na prefeitura de São Paulo (1992). Filiado ao PSB desde 1996, Dallari quase foi candidato ao governo do estado pelo partido em 1998, mas acabaram coligando PT e PSB.
Em 2012, foi chamado para ser vice do então candidato à Prefeitura de São Paulo, Fernando Haddad, pelo PSB, no lugar de Luiza Erundina, mas recusou o convite, em razão da aproximação do Partido dos Trabalhadores com Paulo Maluf em busca de apoio do PP à candidatura do partido.
Em 2014, o jurista foi condecorado pelo então ministro das relações exteriores, Luis Alberto Figueiredo, com a Ordem do Rio Branco pelos serviços prestados à sociedade na Comissão Nacional da Verdade a qual Pedro preside.